# ایلیا سلمان‌زاده
ایلیا سلمان زاده (زاده ۱۹ سپتامبر ۱۹۸۶) که با تک نام ایلیا شناخته شده است یک ترانه‌سرا، تهیه‌کننده و خواننده ایرانی-سوئدی است. او پس از ترانه‌سرایی و تهیه‌کنندگی ترانه «مشکل» برای آریانا گرانده و ترانه «اولین عشق» برای جنیفر لوپز به شهرت رسید.

## حرفه
ایلیا سلمان‌زاده در ایران متولد شد، در دانمارک بزرگ شد و در سن ۱۱ سالگی به سوئد مهاجرت کرد. در سال ۲۰۰۵، زمانی که ۱۹ سال داشت، با شرکت وارنر/چپل موزیک در استکهلم، سوئد، قرارداد امضا کرد. او در سال ۲۰۰۹ از مؤسسه موسیقیان هالیوود، کالیفرنیا فارغ‌التحصیل شد. اولین اثر بین‌المللی او، ترانه "Miss Me" از ماهامبی و نلی بود که در سال ۲۰۱۰ منتشر شد. در سال ۲۰۱۱، او تهیه‌کنندگی دو قطعه «ماما» و «ربا» از آلبوم نامزد گرمی یقه‌اسکی و زنجیر از گروه د لنلی آیلند را بر عهده داشت. در سال ۲۰۱۳، او ترانه «ای کاش» از شر لوید و همچنین قطعه جایزه برده «من و دوستانم» از گروه فیفت هارمونی را تهیه و تولید کرد.
در سال ۲۰۱۴، سلمان‌زاده به همراه مکس مارتین در نوشتن و تهیه‌کنندگی دو ترانه «مشکل» از آریانا گرانده و «عشق اول» از جنیفر لوپز مشارکت داشت. ترانه «مشکل» به یکی از پرفروش‌ترین تک‌آهنگ‌های تاریخ آی‌تیونز تبدیل شد و در همان سال، جوایز جوایز برگزیده نوجوانان، جوایز موسیقی ویدئوی ام‌تی‌وی و جوایز موسیقی ام‌تی‌وی اروپا را از آن خود کرد. در ژوئن ۲۰۱۴، سلمان‌زاده نامزد جوایز دنیز پاپ شد که هر سال به موسیقی‌دانان نوظهور اهدا می‌شود. در ۲۹ ژوئیه ۲۰۱۴، ترانه «بنگ بنگ» که او در تهیه آن نقش داشت، توسط جسی جی، آریانا گرانده و نیکی میناژ منتشر شد و با استقبال گسترده‌ای مواجه شد. در ژانویه ۲۰۱۵، آهنگ «واقعاً عاشقم باش» از الی گولدینگ که سلمان‌زاده یکی از نویسندگان آن بود، به‌عنوان قطعه‌ای از آلبوم موسیقی فیلم پنجاه طیف خاکستری منتشر شد و رکورد بیشترین پخش هفتگی در اسپاتیفای را به نام خود ثبت کرد. در می ۲۰۱۵، او نسخه ریمیکس ترانه «کینه» از تیلور سوئیفت را با همکاری کندریک لامار منتشر کرد که اولین اثر او بود که به رتبه نخست بیلبورد هات ۱۰۰ رسید.
سلمان‌زاده در تولید بخش عمده‌ای از آلبوم‌های شیرین‌کننده و ممنون، بعدی از آریانا گرانده نقش داشت. در سال ۲۰۱۹، او در نوشتن و تهیه‌کنندگی ترانه «روح» از بیانسه، که نامزد جایزه گرمی شد، همکاری کرد. او همچنین در تولید دو تک‌آهنگ «معجزه» و «فراموشی» (با حضور سیا) از آلبوم تخیل و بچه نامناسب، دومین آلبوم انفرادی لبرینت، مشارکت داشت.

## دیسکوگرافی

### تک آهنگ‌ها
به عنوان هنرمند اصلی
- ۲۰۰۷: «تو قبلاً بودی»

به عنوان هنرمند همراه

### دیسکوگرافی تهیه‌کنندگی
کارهای ایلیا شامل موارد زیر هستند:
| عنوان                                            | سال  | آلبوم                                           | ترانه‌سرا | تهیه‌کننده |
| ------------------------------------------------ | ---- | ----------------------------------------------- | -------- | --------- |
| "کارما" (به همراه دیوید جیسی)                    | ۲۰۰۸ | دارین زانیار - وقفه زمانی                       | ✔        | ✔         |
| "جاده سفر"                                       | ۲۰۰۸ | دارین زانیار - وقفه زمانی                       | ✔        | ✔         |
| "دلت برایم تنگ می‌شود" (به همراه نلی)             | ۲۰۱۰ | ماهامبی - موو-مینت                              | ✔        | ✔         |
| "بیگانه‌شده"                                      | ۲۰۱۱ | Linda Pritchard – زنده                          | ✔        | ✔         |
| "گریه در باران"                                  | ۲۰۱۱ | Linda Pritchard – زنده                          | ✔        | ✔         |
| "برقص تا اشک‌هات محو بشه"                         | ۲۰۱۱ | Linda Pritchard – زنده                          | ✔        |           |
| "فراموش کن و از نو شروع کن"                      | ۲۰۱۱ | Linda Pritchard – زنده                          | ✔        | ✔         |
| "با شکوه"                                        | ۲۰۱۱ | Linda Pritchard – زنده                          | ✔        | ✔         |
| "معجزه"                                          | ۲۰۱۱ | Linda Pritchard – زنده                          | ✔        | ✔         |
| "نه حتی سلامی"                                   | ۲۰۱۱ | Linda Pritchard – زنده                          | ✔        | ✔         |
| "سر وقت"                                         | ۲۰۱۱ | Linda Pritchard – زنده                          | ✔        | ✔         |
| "دوباره برخیز"                                   | ۲۰۱۱ | Linda Pritchard – زنده                          | ✔        | ✔         |
| "ماهواره"                                        | ۲۰۱۱ | Linda Pritchard – زنده                          | ✔        | ✔         |
| "گیرکرده در یک معما"                             | ۲۰۱۱ | Linda Pritchard – زنده                          | ✔        | ✔         |
| "به همان شکل به‌دستم رسید"                        | ۲۰۱۱ | Lazee – قرار بود اتفاق بیوفته                   | ✔        | ✔         |
| "عقش پُرهیاهو"                                    | ۲۰۱۱ | اریک سعاده – Saade Vol. 2                       | ✔        |           |
| "احساس زنده‌بودن کن"                              | ۲۰۱۱ | اریک سعاده – Saade Vol. 2                       | ✔        |           |
| "ماما"                                           | ۲۰۱۱ | د لنلی آیلند – Turtleneck & Chain               |          | ✔         |
| "ریبا (برخورد دو جهان)" (با حضور کینن تامسون)    | ۲۰۱۱ | د لنلی آیلند – Turtleneck & Chain               | ✔        | ✔         |
| "سرانجام آزاد"                                   | ۲۰۱۱ | کیمبرلی لاک – Four for the Floor                | ✔        | ✔         |
| "شروع کن"                                        | ۲۰۱۲ | David Lindgren – شروع کن                        | ✔        |           |
| "حرامزاده"                                       | ۲۰۱۲ | Amanda Fondell – حرامزاده                       | ✔        | ✔         |
| "نمی‌توانم مانع شوم"                              | ۲۰۱۳ | Anton Ewald – ای                                | ✔        | ✔         |
| "جماعتی هستیم"                                   | ۲۰۱۳ | د لنلی آیلند – The Wack Album                   | ✔        | ✔         |
| "من و دخترهام"                                   | ۲۰۱۳ | فیفت هارمونی – Better Together                  |          | ✔         |
| "ای کاش" (به همراه تی.آی.)                       | ۲۰۱۳ | شر لوید – ببخشید دیر کردم                       | ✔        | ✔         |
| "آخرین بار"                                      | ۲۰۱۴ | آریانا گرانده – همه‌چیز من                       |          | ✔         |
| "مشکل" (به همراه ایگی آزیلیا)                    | ۲۰۱۴ | آریانا گرانده – همه‌چیز من                       | ✔        | ✔         |
| "اولین عشق"                                      | ۲۰۱۴ | جنیفر لوپز – ای.کا.ای.                          | ✔        | ✔         |
| "بنگ بنگ" (جسی جی با آریانا گرانده و نیکی میناژ) | ۲۰۱۴ | جسی جی – Sweet Talker آریانا گرانده – همه‌چیز من |          | ✔         |
| "خیال‌باف"                                        | ۲۰۱۴ | ماهومبی – Universe                              | ✔        | ✔         |
| "پیر شدن با تو"                                  | ۲۰۱۴ | ماهومبی – Universe                              | ✔        | ✔         |
| "فقط می‌خواهم"                                    | ۲۰۱۴ | ماهومبی – Universe                              | ✔        | ✔         |
| "نجاتم بده"                                      | ۲۰۱۴ | ماهومبی – Universe                              | ✔        | ✔         |
| "برگرد"                                          | ۲۰۱۴ | الا ایر – Feline                                | ✔        | ✔         |
| "بابانوئل بهم بگو"                               | ۲۰۱۴ | آریانا گرانده – بوسه‌های کریسمس                  | ✔        | ✔         |
| "واقعاً عاشقم باش"                                | ۲۰۱۵ | الی گولدینگ – موسیقی متن فیلم پنجاه طیف خاکستری | ✔        |           |
| "چیزهایی که نگفتم"                               | ۲۰۱۵ | آدام لمبرت – سرخوشی اصل                         | ✔        | ✔         |
| "کبوتر شهری"                                     | ۲۰۱۵ | توری کلی – Unbreakable Smile                    | ✔        | ✔         |
| "Back It Up" (ft. Pitbull)                       | ۲۰۱۵ | پرینس رویس – Double Vision                      | ✔        | ✔         |
| "ثابت کن" (ft. جنیفر لوپز & Pitbull)             | ۲۰۱۵ | پرینس رویس – Double Vision                      | ✔        | ✔         |
| "کینه" (به همراه کندریک لامار)                   | ۲۰۱۵ | تیلور سوئیفت – ۱۹۸۹                             |          | ✔         |
| "Good Thing" (به همراه نیک جوناس)                | ۲۰۱۵ | Sage the Gemini – Bachelor Party                | ✔        | ✔         |
| "Around the World" (ft. Fetty Wap)               | ۲۰۱۵ | ناتالی لا رز – دور دنیا                         | ✔        | ✔         |
| "یک در میلیون"                                   | ۲۰۱۵ | هیلاری داف                                      | ✔        | ✔         |
| "مطمئن"                                          | ۲۰۱۵ | دمی لواتو – مطمئن                               | ✔        | ✔         |
| "آقای هیوز"                                      | ۲۰۱۵ | دمی لواتو – مطمئن                               |          | ✔         |
| "On My Mind"                                     | ۲۰۱۵ | الی گولدینگ – Delirium                          | ✔        | ✔         |
| "کدها"                                           | ۲۰۱۵ | الی گولدینگ – Delirium                          | ✔        | ✔         |
| "اجاره‌م را پرداخت کن"                            | ۲۰۱۵ | دی‌ان‌سی‌ای – Swaay                                | ✔        | ✔         |
| "مسواک"                                          | ۲۰۱۵ | دی‌ان‌سی‌ای – Swaay                                | ✔        | ✔         |
| "تمرکز کن"                                       | ۲۰۱۵ | آریانا گرانده – زن خطرناک                       | ✔        | ✔         |
| "تصمیم‌های بد"                                    | ۲۰۱۶ | آریانا گرانده – زن خطرناک                       | ✔        | ✔         |
| "هرروز" (به همراه فیوچر)                         | ۲۰۱۶ | آریانا گرانده – زن خطرناک                       | ✔        | ✔         |
| "حریص"                                           | ۲۰۱۶ | آریانا گرانده – زن خطرناک                       | ✔        | ✔         |
| علاقه‌مند به تو                                   | ۲۰۱۶ | آریانا گرانده – زن خطرناک                       | ✔        | ✔         |
| "پهلو به پهلو" (به همراه نیکی میناژ)             | ۲۰۱۶ | آریانا گرانده – زن خطرناک                       | ✔        | ✔         |
| "بعضی وقت‌ها"                                     | ۲۰۱۶ | آریانا گرانده – زن خطرناک                       | ✔        | ✔         |
| "هنوز عاشقت هستم"                                | ۲۰۱۶ | الی گولدینگ – موسیقی متن فیلم بچه بریجت جونز    | ✔        | ✔         |
| "درباره‌اش حرف نزن"                               | ۲۰۱۶ | تو لو – Lady Wood                               | ✔        | ✔         |
| "محو آتش"                                        | ۲۰۱۶ | تو لو – Lady Wood                               | ✔        | ✔         |

## جوایز و نامزدی‌ها
| سال  | جایزه                                                       | دسته                                                                     | کار نامزد شده                                          | نتیجه    | منابع  |
| ---- | ----------------------------------------------------------- | ------------------------------------------------------------------------ | ------------------------------------------------------ | -------- | ------ |
| ۲۰۱۲ | جایزه گرمی                                                  | بهترین آلبوم کمدی                                                        | یقه اسکی و زنجیره ای (ترانه‌سرا و تهیه‌کننده)            | نامزدشده | [ ۲۷ ] |
| ۲۰۱۴ | جوایز موسیقی رادیو دیزنی                                    | بهترین آهنگ برای اجرای پر سر و صدا و با شور و نشاط همراه با بهترین دوستت | "من و دخترانم" (تهیه‌کننده)                             | برنده    | [ ۲۸ ] |
| ۲۰۱۴ | جوایز موسیقی رادیو دیزنی                                    | جذاب‌ترین آهنگ جدید                                                       | "ای کاش" (ترانه‌سرا و تهیه‌کننده)                        | نامزدشده | [ ۲۹ ] |
| ۲۰۱۴ | جوایز دنیز پاپ                                              | ترانه‌سرا/تهیه‌کننده تازه‌کار                                               | خودش                                                   | نامزدشده | [ ۳۰ ] |
| ۲۰۱۴ | جایزه ناشران سوئدی موسیقی                                   | بزرگ‌ترین موفقیت سال                                                      | خودش                                                   | نامزدشده | [ ۳۱ ] |
| ۲۰۱۴ | جوایز برگزیده نوجوانان                                      | ترانه: هنرمند زن                                                         | "مشکل" (ترانه‌سرا و تهیه‌کننده)                          | برنده    | [ ۳۲ ] |
| ۲۰۱۴ | جایزه موزیک ویدئو ام‌تی‌وی                                    | بهترین ویدئو زن                                                          | "مشکل" (ترانه‌سرا و تهیه‌کننده)                          | نامزدشده | [ ۳۳ ] |
| ۲۰۱۴ | جایزه موزیک ویدئو ام‌تی‌وی                                    | بهترین ویدئو پاپ                                                         | "مشکل" (ترانه‌سرا و تهیه‌کننده)                          | برنده    | [ ۳۴ ] |
| ۲۰۱۴ | جایزه موزیک ویدئو ام‌تی‌وی                                    | بهترین همکاری                                                            | "مشکل" (ترانه‌سرا و تهیه‌کننده)                          | نامزدشده | [ ۳۵ ] |
| ۲۰۱۴ | جایزه موزیک ویدئو ام‌تی‌وی                                    | بهترین ویدئو متن ترانه                                                   | "مشکل" (ترانه‌سرا و تهیه‌کننده)                          | نامزدشده | [ ۳۶ ] |
| ۲۰۱۴ | جوایز موسیقی ام‌تی‌وی اروپا                                   | بهترین ترانه                                                             | "مشکل" (ترانه‌سرا و تهیه‌کننده)                          | برنده    | [ ۳۷ ] |
| ۲۰۱۵ | جایزه برگزیده مردم                                          | ترانه مورد علاقه                                                         | "بنگ بنگ" (تهیه‌کننده)                                  | نامزدشده | [ ۳۸ ] |
| ۲۰۱۵ | جایزه برگزیده مردم                                          | آلبوم مورد علاقه                                                         | همه‌چیز من (ترانه‌سرا، تهیه‌کننده و برنامه‌ریز)            | نامزدشده | [ ۳۸ ] |
| ۲۰۱۵ | جایزه گرمی                                                  | بهترین اجرای پاپ دونفره/گروهی                                            | "بنگ بنگ" (تهیه‌کننده)                                  | نامزدشده | [ ۳۹ ] |
| ۲۰۱۵ | جایزه گرمی                                                  | بهترین آلبوم پاپ                                                         | همه‌چیز من (ترانه‌سرا، تهیه‌کننده و برنامه‌ریز)            | نامزدشده | [ ۳۹ ] |
| ۲۰۱۵ | جایزه برگزیده کودکان نیکلودین                               | ترانه مورد علاقه سال                                                     | "بنگ بنگ" (تهیه‌کننده)                                  | برنده    | [ ۴۰ ] |
| ۲۰۱۵ | جایزه برگزیده کودکان نیکلودین                               | ترانه مورد علاقه سال                                                     | "مشکل" (ترانه‌سرا و تهیه‌کننده)                          | نامزدشده | [ ۴۱ ] |
| ۲۰۱۵ | جوایز موسیقی آی‌هارت‌ردیو                                     | بهترین همکاری                                                            | "بنگ بنگ" (تهیه‌کننده)                                  | برنده    | [ ۴۲ ] |
| ۲۰۱۵ | جوایز موسیقی آی‌هارت‌ردیو                                     | بهترین همکاری                                                            | "مشکل" (ترانه‌سرا و تهیه‌کننده)                          | نامزدشده | [ ۴۳ ] |
| ۲۰۱۵ | جوایز موسیقی رادیو دیزنی                                    | ترانه سال                                                                | "مشکل" (ترانه‌سرا و تهیه‌کننده)                          | برنده    | [ ۴۴ ] |
| ۲۰۱۵ | جایزه موسیقی پاپ انجمن آهنگسازان، پدیدآوران و ناشران آمریکا | نویسنده ترانه‌هایی که بیشترین اجرا را داشته‌اند                            | خودش                                                   | برنده    | [ ۴۵ ] |
| ۲۰۱۵ | جایزه موسیقی بیلبورد                                        | بهترین موسیقی متن فیلم                                                   | پنجاه طیف خاکستری (آهنگساز)                            | نامزدشده | [ ۴۶ ] |
| ۲۰۱۵ | جایزه موزیک ویدئو ام‌تی‌وی                                    | بهترین همکاری                                                            | "بنگ بنگ" (تهیه‌کننده)                                  | نامزدشده | [ ۴۷ ] |
| ۲۰۱۵ | جایزه موزیک ویدئو ام‌تی‌وی                                    | بهترین همکاری                                                            | "کینه" (تهیه‌کننده)                                     | برنده    | [ ۴۷ ] |
| ۲۰۱۵ | جوایز موسیقی ام‌تی‌وی اروپا                                   | بهترین ترانه                                                             | "کینه" (تهیه‌کننده)                                     | برنده    | [ ۴۸ ] |
| ۲۰۱۵ | جوایز موسیقی ام‌تی‌وی اروپا                                   | بهترین ترانه                                                             | "واقعاً عاشقم باش" (ترانه‌سرا)                           | نامزدشده | [ ۴۸ ] |
| ۲۰۱۵ | جایزه گرمی لاتین                                            | بهترین آهنگ شهری                                                         | "پشتیبان بگیر (نسخه اسپانیایی)" (ترانه‌سرا و تهیه‌کننده) | نامزدشده | [ ۴۹ ] |
| ۲۰۱۵ | جایزه موسیقی آمریکا                                         | بهترین موسیقی متن فیلم                                                   | پنجاه طیف خاکستری (آهنگساز)                            | نامزدشده | [ ۵۰ ] |
| ۲۰۱۵ | جایزه موسیقی آمریکا                                         | همکاری سال                                                               | "کینه" (تهیه‌کننده)                                     | نامزدشده | [ ۵۰ ] |
| ۲۰۱۶ | جایزه برگزیده مردم                                          | ترانه مورد علاقه سال                                                     | "کینه" (تهیه‌کننده)                                     | نامزدشده | [ ۵۱ ] |
| ۲۰۱۶ | جایزه برگزیده مردم                                          | ترانه مورد علاقه سال                                                     | "واقعاً عاشقم باش" (ترانه‌سرا)                           | نامزدشده | [ ۵۱ ] |
| ۲۰۱۶ | جایزه گلدن گلوب                                             | بهترین ترانه اصلی                                                        | "واقعاً عاشقم باش" (ترانه‌سرا)                           | نامزدشده | [ ۵۲ ] |
| ۲۰۱۶ | جایزه فیلم به انتخاب منتقدان                                | بهترین ترانه                                                             | "واقعاً عاشقم باش" (ترانه‌سرا)                           | نامزدشده | [ ۵۳ ] |
| ۲۰۱۶ | جایزه گرمی                                                  | بهترین اجرای پاپ تک‌نفره                                                  | "واقعاً عاشقم باش" (ترانه‌سرا)                           | نامزدشده | [ ۵۴ ] |
| ۲۰۱۶ | جایزه گرمی                                                  | بهترین ترانه نوشته شده برای رسانهٔ تصویری                                 | "واقعاً عاشقم باش" (ترانه‌سرا)                           | نامزدشده | [ ۵۴ ] |
| ۲۰۱۶ | جایزه گرمی                                                  | بهترین تدوین موسیقی متن فیلم برای رسانهٔ تصویری                           | پنجاه طیف خاکستری (آهنگساز)                            | نامزدشده | [ ۵۴ ] |
| ۲۰۱۶ | جایزه گرمی                                                  | بهترین موزیک ویدئو                                                       | "کینه" (تهیه‌کننده)                                     | برنده    | [ ۵۴ ] |
| ۲۰۱۶ | جایزه گرمی                                                  | بهترین اجرای پاپ دونفره/گروهی                                            | "کینه" (تهیه‌کننده)                                     | نامزدشده | [ ۵۴ ] |